# Заньківська сільська рада (Ніжинський район)
Заньківська́ сільська́ ра́да — адміністративно-територіальна одиниця та орган місцевого самоврядування в Ніжинському районі Чернігівської області. Адміністративний центр — село Заньки.

## Загальні відомості
Заньківська сільська рада утворена у 1918 році.
- Територія ради: 43,842 км²
- Населення ради: 272 особи (станом на 2015 рік)

## Населені пункти
Сільській раді були підпорядковані населені пункти:
- с. Заньки

## Склад ради
Рада складалася з 12 депутатів та голови.
- Голова ради: Сацюк Любов Миколаївна
- Секретар ради: Люленко Валентина Петрівна

### Керівний склад попередніх скликань
| Прізвище, ім'я, по батькові | Основні відомості                                                 | Дата обрання | Дата звільнення |
| --------------------------- | ----------------------------------------------------------------- | ------------ | --------------- |
| Сацюк Ганна Миколаївна      | Сільський голова, 1954 року народження, позапартійна              | 26.03.2006   | 31.10.2010      |
| Сацюк Любов Миколаївна      | Сільський голова, 1968 року народження, освіта вища, позапартійна | 31.10.2010   |                 |

Примітка: таблиця складена за даними сайту Верховної Ради України

### Депутати
За результатами місцевих виборів 2010 року депутатами ради стали:

#### За суб'єктами висування
| Суб'єкт висування | Кількість обраних депутатів | %   |
| ----------------- | --------------------------- | --- |
| Самовисування     | 12                          | 100 |

#### За округами
| № округу | Прізвище, ім'я, по батькові    | Дата визнання обраним | Освіта  | Партійна приналежність                        | Відомості про обраного депутата                             |
| -------- | ------------------------------ | --------------------- | ------- | --------------------------------------------- | ----------------------------------------------------------- |
| 1        | Люленко Валентина Петрівна     | 04.11.2010            | середня | позапартійна                                  | Заньківська сільська рада, секретар                         |
| 2        | Занько Іван Тимофійович        | 04.11.2010            | середня | позапартійний                                 | Заньківський клуб, завідувач                                |
| 3        | Люленко Іван Васильович        | 04.11.2010            | середня | позапартійний                                 | пенсіонер                                                   |
| 4        | Корнієнко Віра Миколаївна      | 04.11.2010            | середня | позапартійна                                  | тимчасово не працює                                         |
| 5        | Мацола Тетяна Григорівна       | 04.11.2010            | середня | член Всеукраїнського об'єднання «Батьківщина» | Великокошелівське споживче товариство, завідуюча закусочною |
| 6        | Шафрай Віра Михайлівна         | 04.11.2010            | середня | позапартійна                                  | Заньківський фельдшерсько-акушерський пункт, завідуюча      |
| 7        | Тризуб Валентина Володимирівна | 04.11.2010            | середня | член Комуністичної партії України             | тимчасово не працює                                         |
| 8        | Ковалевська Тетяна Іванівна    | 04.11.2010            | середня | позапартійна                                  | Заньківська бібліотека, завідуюча                           |
| 9        | Калинич Алла Іванівна          | 04.11.2010            | середня | позапартійна                                  | тимчасово не працює                                         |
| 10       | Степа Наталія Яківна           | 04.11.2010            | вища    | позапартійна                                  | тимчасово не працює                                         |
| 11       | Лисенко Марія Григорівна       | 04.11.2010            | середня | позапартійна                                  | Заньківська сільська рада, технічний працівник              |
| 12       | Райковська Поліна Іполитівна   | 04.11.2010            | середня | позапартійна                                  | пенсіонер                                                   |